# Metropolia Milwaukee

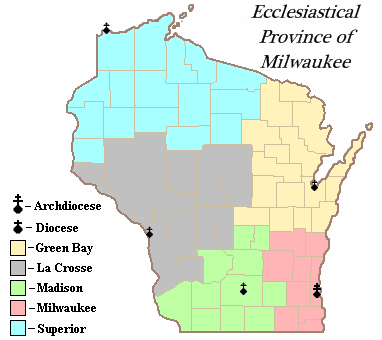
Metropolia Milwaukee

Metropolia Milwaukee – metropolia Kościoła rzymskokatolickiego obejmująca w całości stan Wisconsin w Stanach Zjednoczonych.
Katedrą metropolitarną jest katedra św. Jana Ewangelisty w Milwaukee.

## Podział administracyjny
Metropolia jest częścią regionu VII (IL, IN, WI)
- Archidiecezja Milwaukee
- Diecezja Green Bay
- Diecezja La Crosse
- Diecezja Madison
- Diecezja Superior

## Metropolici
- John Henni (1844–1881)
- Michael Heiss (1881–1890)
- Frederick Katzer (1890–1903)
- Sebastian Gebhard Messmer (1903–1930)
- Samuel Stritch (1930–1940)
- Moses Kiley (1940–1953)
- Albert Meyer (1953–1958)
- William Edward Cousins (1959–1977)
- Rembert Weakland, OSB (1977–2002)
- Timothy Dolan (2002–2009)
- Jerome Listecki (2010–2024)
- Jeffrey Grob (od 2025)